# ناحیه علی‌گره

تقسیمات علی‌گره.

ناحیهٔ علی‌گره (انگلیسی: Aligarh division) یکی از ناحیه‌های ایالت اوتار پرادش در کشور هند است که شهرستان علی‌گره مرکز آن محسوب می‌شود.